# Боджешть
Боджешть, Боджешті (рум. Bogești) — село у повіті Васлуй в Румунії. Входить до складу комуни Погана.
Село розташоване на відстані 240 км на північний схід від Бухареста, 35 км на південний захід від Васлуя, 90 км на південь від Ясс, 108 км на північ від Галаца.

## Населення
За даними перепису населення 2002 року у селі проживали 811 осіб, усі — румуни. Усі жителі села рідною мовою назвали румунську.